# Реј Вилијам Џонсон
Реј Вилијам Џонсон (енгл. Ray William Johnson; рођен 14. августа 1981) је амерички глумац, комичар, продуцент, редитељ, писац и репер, који је познат по свом Јутјуб каналу, Реј Вилијам Џонсон и његовој веб-тв серији на овом каналу, Equals Three. У 2017. години канал је имао више од три милијарде прегледа и 10,4 милиона претплатника, што га чини једним од најгледанијих канала на јутјубу у то време. Џонсон је одустао од серије у марту 2014. године, али је наставио да производи и друге веб тв серије, као Booze Lightyear, Comedians On, иTop 6, од којих су прве две касније отказане.
При крају његовог боравка на Equals Three, Џонсон је почео да се интересује за друге ствари. Његова прва сценарио веб тв серија, Riley Rewind, премијерно је приказана на Facebooku у 2013. години. Написао је и тв концепт, који је купио FX Архивирано на веб-сајту  (1. фебруар 2015), такође у 2013. години. Направио је глумачку деби у инди филму Who's Driving Doug , заједно са бившом Breaking Bad звездом RJ Mitteom. Поред тога, његова филмска компанија, Mom & Pop Empires, заједно производи документарни филм са Supergravity Pictures о монополу у области индустрије кабловске телевизије.

## Младост и образовање
Џонсон је рођен и одрастао у Оклахома Сити, Оклахома. Дипломирао је на Норман Северној школи у 1999. години. Одатле је отишао на Colombia универзитет , где је студирао историју. Његов циљ је био да заврши правни факултет након завршетка основних студија. Он је почео постављати видео снимке на youtubu током студија на колеџу. Ови снимци су били стандардни видео блогови, које је Џонсон објављивао на сада обрисан канал. Ове ране видео снимке је пратило око 30 људи.

## Каријера

### Equals Three
Џонсон је почео да поставља видеа на свој "Ray William Johnson" канал у априлу 2009. године. The Equals Three series (=3) представљао је Џонсона како додаје коментаре и вицеве на вирална видеа. У 2011. години, канал је био први по броју претплатника (5 милиона претплатника). Канал такође достиже скоро 2 милијарде прегледа. У почетку је Џонсон снимао видее у својој кући у Њујорку, али је 2011. године потписао уговор са Maker студиом да снима своје видее у студију у Калвер Сити, Калифорнија. Док је био са Maker студиом Џонсон је био продуцент и шпанске верзије Equals Three, Igual a Tres, а такође је објавио и низ комичних анимираних музичких спотова на канал који се зове "Your Favorite Martian."
У октобру 2012. године, Џонсон је објавио да ће напустити Maker студио, тврдећи да врше притисак на њега да потпише нови уговор, који му ограничава приступ Adsense налогу и да мора да да 40% од своје зараде из серије. У уговору се такође захтевало да Џонсон одустане од 50% своје интелектуалне својине, права на емисије и његов други анимирани веб-пројекта, Your Favorite Martian. У новембру 2012. године, Џонсон је основао сопствени студио за продукцију-, Equals Three Studios, и наставио да производи Equals Three. Your Favorite Martian серија је отказана у истом месецу.
У децембру 2013. године, Џонсон је објавио да ће да престане да ради на Equals Three да би се концентрисао на друге пројекте. Његов последњи наступ као водитељ Equals Three у епизоди под називом "за све вам хвала" био је објављен 12. марта 2014. године и трајао је око 14 минута. На каналу је било више од 10 милиона претплатника и 2,6 милијарде прегледа у тренутак Џонсоновог одласка. Серија се вратили у јулу 2014. године са Robby Motzom као водитељем.

### Серије са скриптом
У децембру 2013. године, Џонсон је дебитовао са својом првом сценаријском серијом, Riley Rewind, који је првобитно објављен на Facebooku, а после и на Youtubu. Серија се развија око младе особе са посебном моћи да путује кроз време. Серија је пуштена у 5 делова и у целини износио око 50 минута. У 2015. години, Џонсон је рекао да је серија добила 10 милиона прегледа на Facebooku.
Раније, у 2013. години, Џонсон је био у преговорима са FX Архивирано на веб-сајту  (1. фебруар 2015) Networks о сценарију тв серије у којој би се радило о његовом животу. Сценарио је требало да напише Mike Gagerman и Andrew Waller.

### Други "Реј Вилијам Џонсон" садржај
Након његовог одласка из Equals Three, Џонсон је наставио да произведи комичне серије за свој главни "Ray William Johnson" канал. Ове серије су укључивале Booze Lightyear, Top 6, и Comedians On. Booze Lightyear је комична веб тв серија, која је приказивала много различитих актера, често у комичним ситуацијама. Џонсон се први пут појавио на серији у фебруару 2015. године. Top 6 - серија коју је писала и изводила Kelly Landry у којој разматра 6 елемената о датој теми у свакој епизоди. Top 6 је такође први пут одржана у фебруару 2015. Comedians On има премијеру одржану у јулу 2015. године и у њој учествују различити комичари који са хумором расправљају изабрану тему. Carlos Santos је био водитељ.Nа крају је "Comedians On", заједно са "Booze Lightyear" отказана, отприлике у исто време када је Карлос Сантос постао водитељ "Equals Three". Све ове емисије (укључујући и Equals Three) произведене су у Equals Three Studios. Џонсон се понекад појављује у овим емисијама.

### Глума и филмови
Џонсон је био везан за инди-филм пројекта , Who's Driving Doug у мају 2014. године. Он је био у улози новог возача за повученог инвалида кога је играо RJ Mitte. Филм је написао Michael Carnick који користе инвалидска колица услед ретког поремећаја. У филму играју звезда Paloma Kwiatkowski. Who's Driving Doug ће бити у бископима почетком 2016. године. Џонсон је раније имао малу улогу у Jay & Silent Bob's Super Groovy Cartoon Movie. Takође се појавио у низу реклама за DiGiorno пице у јануару 2016. године, заједно са Colleen Ballinger, DeStorm Power, и играчем америчког фудбала Clay Matthews III.
Џонсон је такође власник (са бившом Equals Three водитељком, Kaja Martin) продуцентске фирме Mom & Pop Empire. Они тренутно раде на документарном филму, чији је циљ разоткривање монопола кабловских компанија.

## Филмографија
| Годину    | Име                                           | Улога                     | Напомене                                               |
| --------- | --------------------------------------------- | ------------------------- | ------------------------------------------------------ |
| 2009-2014 | Equals Three                                  | Водитељ (до 2014. године) | Такође творац и извршни продуцент, бивши писац         |
| 2010      | The Professionals                             | Stan                      | Епизода: "Special Request"                             |
| 2010      | The Annoying Orange                           | Јабука                    | Епизода: "Crabapple"                                   |
| 2010-2011 | Breaking NYC                                  | Себе                      | 66 епизода                                             |
| 2011-2012 | Breaking Los Angeles                          | Себе                      | 8 епизода                                              |
| 2011-2012 | Your Favorite Martian: The Animated Series    | Puff (глас)               | 11 епизода                                             |
| 2012      | RVC: The Lone Shopping Network                | Derek                     |                                                        |
| 2013      | Jay & Silent Bob's Super Groovy Cartoon Movie | Quick Stop Hipster (глас) |                                                        |
| 2013      | Riley Rewind                                  | Mr. Osborne               | Такође творац, редитељ, сценариста и извршни продуцент |
| 2013-2014 | Epic Rap Battles of History                   | Goku / Boba Fett          | 2 епизоде                                              |
| 2014      | The Fluffy Movie                              | Медицинска сестра         |                                                        |
| 2015      | Manson Family Vacation                        |                           | Извршни продуцент                                      |
| 2015      | Booze Lightyear                               | Booze Player              | Такође творац, сценариста и извршни продуцент          |
| 2015      | Comedians On                                  | Себе                      | Такође творац и извршни продуцент                      |
| 2015      | Top 6                                         |                           | Извршни продуцент                                      |
| 2016      | Who's Driving Doug                            | Scott                     |                                                        |
| 2016      | We Love You                                   | Derrick                   |                                                        |

## Признање и награде
Variety часопис је доделио награду Riley Rewindu за 7. најбољу веб серију 2013. године. Џонсон је такође уврштен међу холивудским репортером у "Comedy Class of 2013.".